# Route du Pavé-de-Meudon (Viroflay)
La route du Pavé-de-Meudon est une importante voie de communication de la commune de Viroflay, dans les Yvelines, en France.

## Situation et accès
Commençant à l'ouest, à la route départementale qui rentre dans le centre-ville par la rue Jean-Rey, cette route rectiligne longe le parc de Versailles puis, au niveau de l'avenue de Vélizy, part vers la gauche et emprunte un tracé établi en 1757 par Michel Le Tellier . Il se termine à l'intersection de la rue de Jouy et de la rue Louis-Gaubert, dans l'axe de la rue Albert-Perdreaux à Chaville.

## Origine du nom
Cet ancien nom est en référence à la route pavée, située à cet endroit, qui se dirigeait vers la commune de Meudon et se continuait vers le Pavé des Gardes. Une rue du Pavé-de-Meudon existe à Chaville.

## Historique

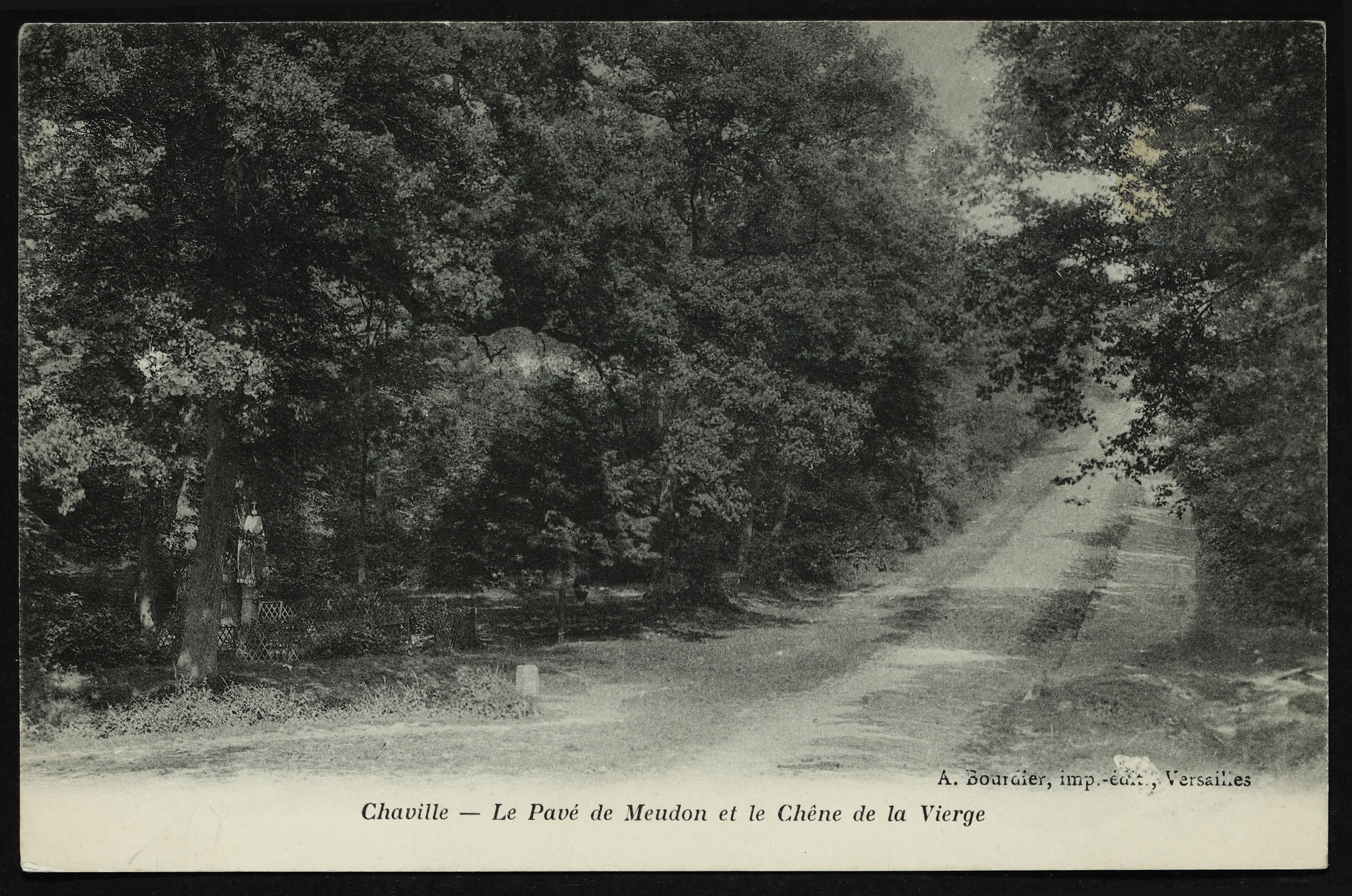
Le Pavé de Meudon et le Chêne de la Vierge, vers 1910.

Elle fut pavée en 1720 à la demande du grand Dauphin Louis de France pour relier son château de Meudon au château de Versailles.

## Bâtiments remarquables et lieux de mémoire
- Chêne de la Vierge, daté du XVIe siècle.
- Stade et piscine des Bertisettes.